# 2334 Куффі
2334 Куффі (2334 Cuffey) — астероїд головного поясу, відкритий 27 квітня 1962 року.
Тіссеранів параметр щодо Юпітера — 3,606.